# Окленд (тауншип, округ Маномен, Миннесота)
Окленд (англ. Oakland [ˈoʊklənd], дословно — «земля, поросшая дубами») — тауншип в округе Маномен, Миннесота, США. На 2000 год его население составило 260 человек.

## География
По данным Бюро переписи населения США площадь тауншипа составляет 91,8 км², из которых 83,4 км² занимает суша, а 8,3 км² — вода (9,09 %).

## Демография
По данным переписи населения 2000 года здесь находились 260 человек, 100 домохозяйств и 76 семей. Плотность населения — 3,1 чел./км². На территории тауншипа расположено 155 построек со средней плотностью 1,9 построек на один квадратный километр. Расовый состав населения: 72,31 % белых, 21,54 % коренных американцев и 6,15 % приходится на две или более других рас. Испанцы или латиноамериканцы любой расы составляли 0,38 % от популяции тауншипа.
Из 100 домохозяйств в 35,0 % воспитывались дети до 18 лет, в 60,0 % проживали супружеские пары, в 5,0 % проживали незамужние женщины и в 24,0 % домохозяйств проживали несемейные люди. 21,0 % домохозяйств состояли из одного человека, при том 3,0 % из — одиноких пожилых людей старше 65 лет. Средний размер домохозяйства — 2,60, а семьи — 2,88 человека.
27,3 % населения — младше 18 лет, 9,2 % — в возрасте от 18 до 24 лет, 28,1 % — от 25 до 44, 24,6 % — от 45 до 64, и 10,8 % — старше 65 лет. Средний возраст — 38 лет. На каждые 100 женщин приходилось 128,1 мужчин. На каждые 100 женщин старше 18 приходилось 122,4 мужчин.
Средний годовой доход домохозяйства составлял 43 333 доллара, а средний годовой доход семьи — 42 917 долларов. Средний доход мужчин — 32 679 долларов, в то время как у женщин — 22 250. Доход на душу населения составил 16 193 доллара. За чертой бедности находились 9,5 % семей и 8,9 % всего населения тауншипа, из которых 9,5 % младше 18 и 17,4 % старше 65 лет.